# جاكوبو جاتيلوسيو

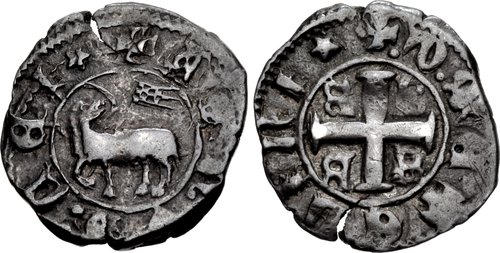
قطعة فضية تعود إلى عهد جاكوبو ، نقش عليها الصليب الرباعي.

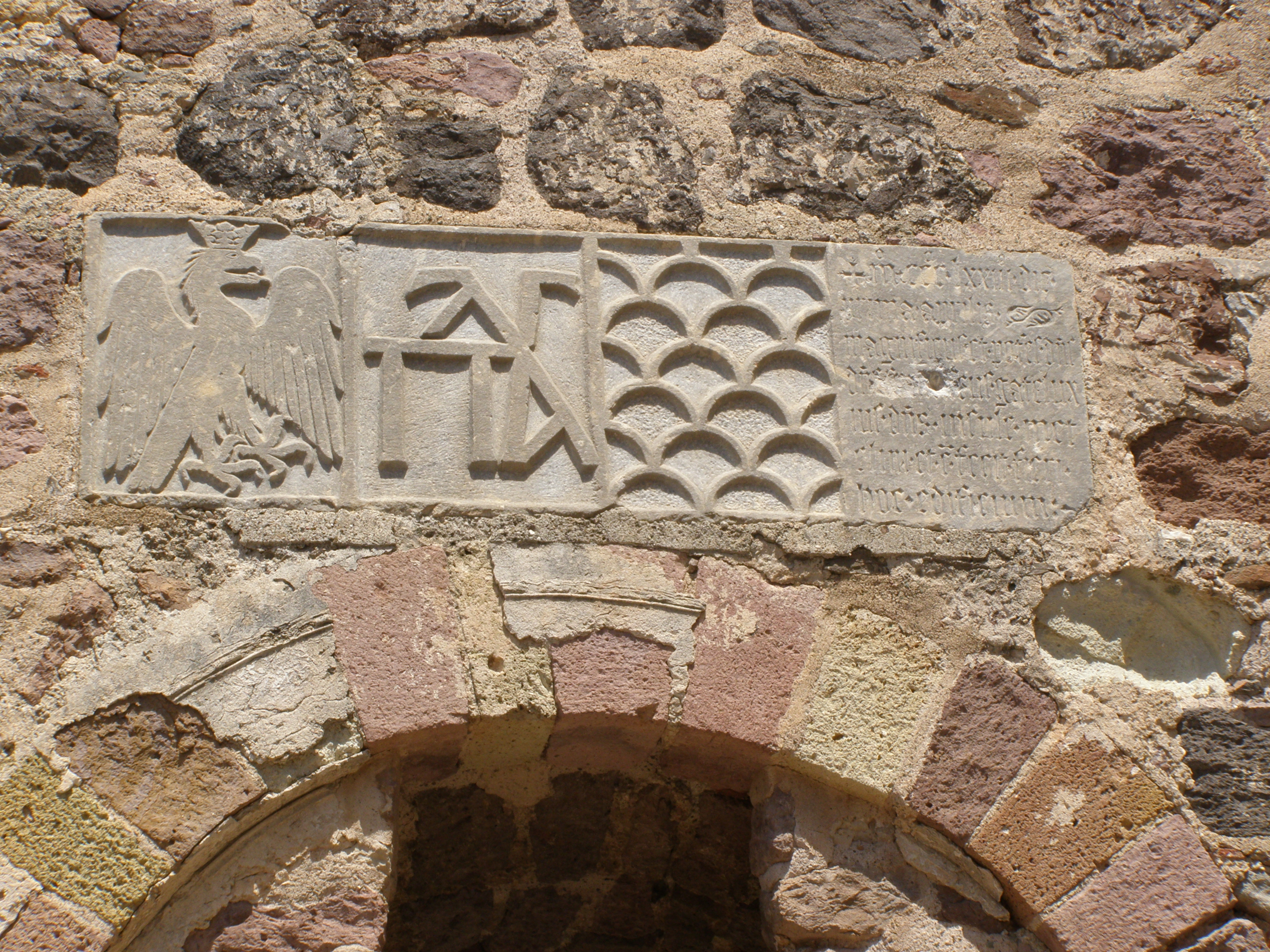
نقش بارز في قلعة ميتيليني، يظهر نسر عائلة دوريا (أقصى اليسار) ، عائلة سيفر بالايولوجوي (يسار الوسط)، ومعطف جاتيلوسي للأسلحة (يمين الوسط)

جاكوبو جاتيلوسيو (بالإيطالية :Jacopo Gattilusio) (أو جياكومو ؛ توفي عام 1428) هو ثالث حاكم لجزيرة ليسبوس . كان الابن البكر فرانشيسكو جاتيلوسيو الثاني ، خلف والده وحكم الجزيرة في 26 أكتوبر 1404.

## روابط خارجية
- Marek، Miroslav. "Gattilusio family". Genealogy.EU. مؤرشف من الأصل في 2017-09-12.
- Cawley, Charles, إلى جانب ابنته. قاعدة بيانات أراضي العصور الوسطى، مؤسسة علم الأنساب في العصور الوسطى